# Goldkopf-Beutelmeise
Die Goldkopf-Beutelmeise (Auriparus flaviceps), auch Goldköpfchen genannt, ist die einzige Beutelmeisen-Art in Amerika und einziger Vertreter der Gattung Auriparus.

## Merkmale
Die 10 cm lange Goldkopf-Beutelmeise ist ein kleiner Singvogel mit grauem Körper, gelbem Gesicht und rötlichen Schulterflecken und schwarzem spitzen Schnabel.

## Vorkommen
Das Verbreitungsgebiet dieses Standvogels reicht vom Südwesten der USA bis nach Zentralmexiko. Die Goldkopf-Beutelmeise lebt in Wüstentälern und Dickichten, besonders im ausgedehnten Dorngestrüpp von Mesquitebäumen.

## Verhalten
Außerhalb der  Paarungszeit ist die Goldkopf-Beutelmeise ein Einzelgänger. Es baut ganzjährig Nester, in denen  es die Nächte verbringt. Während diese Nester im Winter wärmer ausgepolstert sind, bleiben sie im Sommer offener, damit die Luft zirkulieren kann.
Zur Nahrung gehört neben Insekten, Samen und Beeren auch Nektar aus Blüten.

## Fortpflanzung
Das kugelförmige Nest aus  dornigen Zweigen mit Seiteneingang wird in geringer Höhe in Büschen oder tief in Bäumen gebaut. Das Männchen baut das Nest zuerst allein. Nach erfolgter Paarung beteiligt sich das Weibchen an der Fertigstellung des Nestes. Drei bis sechs Eier werden vom Weibchen allein zwei bis drei Wochen bebrütet. Wenn aber das Weibchen ein zweites Mal Eier legt, kümmert sich das Männchen um die erste Brut.